# HD 202206 c
HD 202206 c es el planeta del sistema de la estrella HD 202206, una estrella de la constelación de Capricornus, a 151 años luz del sistema solar. Tiene 2 veces la masa de Júpiter. Orbita a 2,55 ua de su estrella, en resonancia orbital 5:1 junto a HD 202206 b, una enana marrón con una masa de 17 veces la de Júpiter, orbitando a 0,83 UA de HD 202206, pero se comporta como un planeta.
Es un planeta circumbinario, orbita a dos estrellas en lugar de una.